# Tanjung Gusta (Medan Helvetia)
Tanjung Gusta is een bestuurslaag in het regentschap Medan van de provincie Noord-Sumatra, Indonesië. Tanjung Gusta telt 29.093 inwoners (volkstelling 2010).